# Ханс Йенсен
Ханс Йенсен (на немски: Johannes Hans Daniel Jensen) е германски физик, носител на Нобелова награда за физика за 1963 година.

## Биография
Роден е на 25 юни 1907 година в Хамбург, Германия. През 1926 започва следването си най-напред в университета в Хамбург, а след това във Фрайбург. Изучава физика, химия, математика и философия. През 1936 година получава докторска степен и през 1941 става професор в Хановер. От 1949 е професор в университета в Хайделберг, където остава до пенсионирането си.
Умира на 11 февруари 1973 година в Хайделберг.